# Мейтав
Мейтав (івр. מיטב) — це військовий підрозділ, який відповідає за проведення процедур відбору та розміщення всіх призначених для служби безпеки, та солдатів у Армію оборони Ізраїлю. Підрозділ належить Відділу планування та управління кадрами та знаходиться під командуванням Відділу кадрів.
Поводження з населенням, призначеним на службу безпеки, здійснюється через вербувальні бюро, які розкидані по п'яти великих містах Ізраїлю. Бюро професійно підпорядковуються різним підрозділам штаб-квартири Мейтава, які керують усіма процедурами початкової реєстрації та звітності у військкоматі, перевіркою придатності до призову, допризовною ідентифікацією тощо. Сам процес набору здійснюється у комплексі прийому у таборі Дорі (Тель-ха-Шомер). Крім того, різні індивідуальні прохання всіх солдатів в армії (наприклад, про скорочення терміну служби) виконуються Мейтав, а також є певні групи службовців, яким підпорядковуються Мейтав (наприклад: волонтери, студенти єшиви Седер та особи, які мають тимчасове визволення).